# San Diego Zoo
San Diego Zoo i Balboa Park, San Diego, Kalifornien, USA är en av världens största djurparker med över 4 000 djur och 800 arter.